# Lúcio Égio Márulo
Lúcio Égio Márulo (em latim: Lucius Eggius Marullus) foi um senador romano nomeado cônsul sufecto para o nundínio de maio a agosto de 111 com Tito Avídio Quieto. Sua família era originária de Canúsio, na Apúlia e Márulo era descendente, provavelmente neto, de Caio Égio Márulo, um superintendente das margens do Tibre (curator riparum et alvei Tiberis) da época de Cláudio.
Lúcio Cossônio Égio Márulo, cônsul em 184 e procônsul da África, era seu neto.